# Augusta Read Thomas
Augusta Read Thomas (Glen Cove, 24 aprile 1964) è una compositrice statunitense.

## Biografia
Augusta Read Thomas nacque a Glen Cove, New York. Frequentò la Green Vale School prima di continuare alla St. Paul's School, un collegio, a Concord, nel New Hampshire. Dopo essersi diplomata, studiò composizione con Alan Stout e M. William Karlins alla Northwestern University. Questo avveniva prima che ci fosse una composizione importante per gli studenti della Northwestern; fu fatta un'eccezione per lei dal momento che aveva dimostrato di essere una straordinaria promessa come compositore. Dopo essersi diplomata alla Northwestern, la Thomas studiò con Jacob Druckman all'Università Yale e alla Royal Academy of Music con Paul Patterson.
Poco dopo aver conseguito un master presso la Royal Academy of Music, Augusta Read Thomas vinse una borsa di studio Guggenheim. Era la donna più giovane che avesse mai ricevuto la borsa all'età di 23 anni.
Insegnò alla Eastman School of Music e ottenne l'incarico all'età di 33 anni, ma partì per insegnare alla Northwestern University School of Music. Mentre era ancora alla Eastman, fu nominata Compositore Mead in Residenza alla Chicago Symphony Orchestra, un posto che mantenne fino al 2006, quando le succedettero Osvaldo Golijov e Mark-Anthony Turnage. La Thomas è il Compositore Mead in residenza più longevo nella storia della Chicago Symphony Orchestra.
Nel 2006 si dimise dall'insegnamento alla Northwestern per comporre esclusivamente. È presidente del consiglio dell'American Music Center e divide il suo tempo tra Chicago e Becket, nel Massachusetts.
Nel 2007 Astral Canticle, un doppio concerto per violino, flauto e orchestra, fu nominato come uno dei due finalisti per il Premio Pulitzer per la musica.
L'8 novembre 2010 l'Università di Chicago annunciò che Augusta Read Thomas sarebbe stata nominata professore universitario di composizione presso il Dipartimento di musica e il College. Lei è solo il sedicesimo professore designato a essere nominato dall'Università.
Un album del gruppo Chanticleer che include i suoi pezzi corali "The Rub of Love" e "Love Songs" ha vinto un Grammy. Altre sue opere sono "Aurora", "Galaxy Dances", "Prayer Bells", "Words of the Sea", "Bells Ring Summer", "Silhouettes", "Purple Syllables" e "Ring Flourish Blaze".
Nel 2014 la Nimbus Records ha pubblicato una serie di CD di Augusta Read Thomas che mette in risalto il suo lavoro più importante. A Portrait of Augusta Read Thomas (NI6262) include il suo concerto per sassofono Hemke Concerto "Prisms of Light", che è stato scritto per Frederick Hemke e da lui eseguito con la New Haven Symphony Orchestra diretta da William Boughton. Selected Works for Orchestra (NI6258) contiene le esecuzioni di "Words of the Sea", diretto da Pierre Boulez e "Carillon Sky", diretto da Oliver Knussen.
Nel 2016 il Chicago Tribune nominò la Thomas "Cicaghiana dell'anno" per il suo lavoro all'Ear Taxi Festival, "una maratona di Chicago incentrata sulla musica nuova che, per sei giorni inebrianti in ottobre, ha riunito circa 500 musicisti locali per presentare circa 100 opere classiche recenti, 54 delle quali in prima mondiale, 87 presentate da compositori viventi ".
La Thomas è sposata con il compositore anglo-americano Bernard Rands. Nel 1997 il violoncellista russo-americano Mstislav Rostropovič e la Boston Symphony Orchestra hanno presentato un concerto non convenzionale in cui sono stati presentati in anteprima nuovi lavori di entrambi Rands e Thomas.

## Lavori scelti

### Orchestra
- Cello Concerto No. 1 – Vigil (1990), per violoncello solo e orchestra da camera
- Meditation (1990), concerto per trombone e orchestra
- Words of the Sea (1995)
- Violin Concerto – Spirit Musings (1997), per violino solo e orchestra da camera
- Concerto per Orchestra – Orbital Beacons (1998)
- Ceremonial (1999)
- Piano Concerto – Aurora (1999), per pianoforte solo e orchestra
- Cello Concerto No. 2 – Ritual Incantations (1999), per violoncello solo, concertino group of flute, oboe e violino soli, e orchestra da camera
- Ring Out Wild Bells, to the Wild Sky (2000), per soprano solo, coro SATB e orchestra
- Daylight Divine (2001), per soprano solo, coro di ragazzi e orchestra
- magnecticfireflies (2001), per concert band
- Prayer Bells (2001)
- Canticle Weaving (2002), concerto per trombone
- Chanting to Paradise (2002), per soprano solo, coro SATB e orchestra
- Song in Sorrow (2002), per soprano solo, female-voice sextet, coro SATB e orchestra
- Sunlight Echoes (2002), per coro SATB e orchestra
- Trainwork (2002)
- Dancing Galaxy (2004), per concert band
- Galaxy Dances (2004)
- Gathering Paradise (2004), ciclo di canzoni per soprano e orchestra
- Silver Chants the Litanies (2004), concerto per corno e orchestra da camera
- Tangle (2004)
- Astral Canticle (2005), per concerto per doppio violino, flauto solista e orchestra
- Credences of Summer (2005)
- Shakin' (Homage to Elvis Presley and Igor Stravinsky) (2005)
- Prayer and Celebration (2006), per orchestra da camera
- Helios Choros I (2007)
- Helios Choros III (2007)
- Terpsichore's Dream (2007), per orchestra da camera
- Absolute Ocean (2008), per soprano, arpa solista e orchestra da camera
- Dream Threads (2008)
- Helios Choros II (2008)
- Violin Concerto No. 3 – Juggler in Paradise (2008), per violino solo e orchestra
- Jubilee (2009)
- Of Paradise and Light (2010), per orchestra d'archi
- Radiant Circles (2010)
- Cello Concerto No. 3 – Legend of the Phoenix (2013)
- Hemke Concerto "Prisms of Light" (2014), per sassofono contralto e orchestra

### Coro
- Alleluia (Midsummer Blaze) (1993), per coro SATB a cappella
- The Rub of Love (1995), per coro SATB a cappella
- Psalm 91: verse 11 (1996), per coro SATB a cappella
- Love Songs (1997), per coro SATB a cappella
- Ring Out Wild Bells, to the Wild Sky (2000), per soprano solo, coro SATB e orchestra
- Daylight Divine (2001), per soprano solo, coro di ragazzi e orchestra
- Chanting to Paradise (2002), per soprano solo, coro SATB e orchestra
- Song in Sorrow (2002), per soprano solo, sestetto di voci femminili, coro SATB e orchestra
- Sunlight Echoes (2002), per coro SATB e orchestra
- Four Basho Settings (2003), per coro di ragazzi a cappella
- To the Rain (2003), per coro di ragazzi a cappella
- Fruit of my Spirit (2004), per coro SATB a cappella
- Purple Syllables (2004), per coro SATB a cappella
- Prairie Sketches "...diamonds on orchid velvet..." (2004), per soprano solo, piccolo coro e settetto
- Berkshire Songs (2005), per a coro di ragazzi a cappella o coro SATB
- The Rewaking (2005), per coro TTBB a cappella
- Juggler of the Day (2007), per coro SSAA a cappella
- Roses (2008), per coro SSAA e piano
- Two E. E. Cummings Songs (2008), per coro SSAA
- Flash (2011), per coro SATB e orchestra
- Spells (2013), per coro SATB

### Camera
- Chant (1991), per sassofono contralto/violoncello/viola e piano
- Passion Prayers (1999), per cello solo e flauto, clarinetto, violino, piano, arpa e percussioni
- ...a circle around the sun... (2000), per piano trio
- Fugitive Star (2000), per quartetto d'archi
- Invocations (2000), per quartetto d'archi
- Ring Flourish Blaze (2000), per sedici ottoni
- Eagle at Sunrise (2001), per quartetto d'archi
- Murmers in the Mist of Memory (2001), per undici archi
- Rumi Settings (2001), per violino e violoncello
- In My Sky at Twilight (2002), ciclo di canzoni per soprano e grande gruppo
- Light the First Light of Evening (2002), per grande gruppo
- Rise Chanting (2002), per quartetto d'archi
- Final Soliloquy of the Interior Paramour (2004), per mezzosoprano, tenore solista e grande gruppo
- Whispers of Summer (2004), per tre violoncelli
- Carillon Sky (2005), per violino solo e grande gruppo
- Memory: Swells (2005), per due chitarre
- Moon Jig (2005), per trio al piano
- Angel Tears and Earth Prayers (2006), per tromba e organo
- Dancing Helix Rituals (2006), per clarinetto, violino e piano
- Silent Moon (2006), per violino e viola
- The Soul is Light (2006), per oboe, violino e clavicembalo
- Toft Serenade (2006), per violino e piano
- Cantos per Slava (2007), per violoncello/viola e piano
- Scat (2007), per oboe, clavicembalo, violino, viola e violoncello
- Scherzi Musicali (2007), per corno, due trombe e trombone
- Squeeze (2007), per quartetto di sassofoni
- Capricious Angels (2009), per flauto, oboe, clarinetto, corno, tre violini e viola
- Fête (2010), per gruppo di ottoni
- Pilgrim Soul (2011), per corno inglese e due violini
- Resounding Earth (2012), per gruppo di percussioni
- Klee Musings (2016), per trio al piano

### Voce
- among dawn flowers (2001), per soprano e piano
- Bubble: Rainbow – (spirit level) (2003), per soprano solo e piccolo gruppo
- Sun Songs (2004), per mezzosoprano e tre percussioni

### Strumento solista
- Incantation (1995), per violino
- Spring Song (1995), per violoncello
- Bells Ring Summer (2000), per violoncello
- Aspen Starry Night Prayer Chords (2001), per piano
- Incantation (2002), per viola
- Pulsar (2002), per violino
- Rush (2004), per violino
- Silhouettes (2004), per marimba
- Caprice (2005), per violino
- D(i)agon(als) (2005), per clarinetto
- Pulsar (2006), per viola
- Six Etudes (2006), per piano
- Traces (2006), per piano
- Eurythmy Etudes (2007), per piano
- Love Twitters (2007), per piano
- Bells (2008), per duetto al piano
- Euterpe's Caprice (2008), per flauto
- Lake Reflecting Stars with Moonrise (2008), per sassofono o violoncello
- Aureole (2009), per violino
- Cirque (2009), per piano
- Dream Catcher (2009), per violino o viola
- Starlight Ribbons (2013), per piano